# José Miguel López Quevedo
José Miguel López Quevedo, més conegut com a Josemi (Madrid, 6 d'agost de 1974) és un exfutbolista madrileny, que jugava de davanter.
Debuta en Primera la temporada 92/93 amb el Rayo Vallecano, tot jugant dos partits. Els següents anys alternaria el filial i el primer equip, tot destacant la temporada 94/95, en la qual va marcar 4 gols en 25 partits, la meitat com a titular. La temporada 95/96 jugaria de nou a Primera amb el Rayo, 14 partits la majoria com a suplent.
Posteriorment militaria al CA Osasuna (96/97) i al Real Jaén (97/98).